# Jesús Paganoni
Jesús Arturo Paganoni Peña (ur. 24 września 1988 w Guadalajarze) – meksykański piłkarz pochodzenia włoskiego występujący na pozycji prawego pomocnika, obecnie zawodnik Veracruz.

## Kariera klubowa
Paganoni pochodzi z Guadalajary i jest wychowankiem akademii juniorskiej tamtejszego zespołu Club Atlas. Do pierwszej drużyny został włączony jako osiemnastolatek przez szkoleniowca Rubéna Omara Romano i w meksykańskiej Primera División zadebiutował 14 kwietnia 2007 w przegranych 0:2 derbach miasta z Guadalajarą. Początkowo częściej występował jednak w drugoligowych rezerwach – Académicos de Tonalá. W 2008 roku zajął ze swoją drużyną drugie miejsce w rozgrywkach kwalifikacyjnych do Copa Libertadores – InterLidze, natomiast premierowego gola w najwyższej klasie rozgrywkowej strzelił 3 kwietnia 2010 w zremisowanym 3:3 meczu z Atlante. W wyjściowym składzie zaczął się częściej pojawiać dopiero po przyjściu do klubu trenera Benjamína Galindo,zaś w lipcu 2012 udał się na półroczne wypożyczenie do ekipy Deportivo Toluca. Tam w jesiennym sezonie Apertura 2012 wywalczył tytuł wicemistrza kraju, jednak pozostawał głębokim rezerwowym drużyny i rozegrał zaledwie jedno spotkanie w lidze.
Po powrocie do Atlasu, w sezonie Apertura 2013, Paganoni dotarł z nim do finału krajowego pucharu – Copa MX, lecz nie potrafił sobie wywalczyć miejsca w pierwszej jedenastce i nie został nawet zgłoszony do rozgrywek ligowych. W lipcu 2014 został wypożyczony do drugoligowego Irapuato FC, gdzie jako podstawowy piłkarz grał przez pół roku, po czym powrócił do pierwszej ligi, na zasadzie wypożyczenia zasilając Tiburones Rojos de Veracruz. Tam od razu został kluczowym graczem linii obrony i już po upływie sześciu miesięcy dołączył do Veracruz na stałe. W wiosennym sezonie Clausura 2016 wywalczył z Veracruz puchar Meksyku.
| Sezon     | Klub                        | Kraj   | Rozgrywki  | Mecze | Bramki |
| --------- | --------------------------- | ------ | ---------- | ----- | ------ |
| 2006/2007 | Club Atlas                  | Meksyk | Liga MX    | 2     | 0      |
| 2007/2008 | Académicos de Tonalá        | Meksyk | Ascenso MX | 21    | 0      |
| 2008/2009 | Club Atlas                  | Meksyk | Liga MX    | 14    | 0      |
| 2009/2010 | Club Atlas                  | Meksyk | Liga MX    | 5     | 1      |
| 2010/2011 | Club Atlas                  | Meksyk | Liga MX    | 22    | 0      |
| 2011/2012 | Club Atlas                  | Meksyk | Liga MX    | 23    | 0      |
| 2012/2013 | Deportivo Toluca            | Meksyk | Liga MX    | 1     | 0      |
| 2012/2013 | Club Atlas                  | Meksyk | Liga MX    | 1     | 0      |
| 2013/2014 | Club Atlas                  | Meksyk | Liga MX    | 0     | 0      |
| 2014/2015 | Irapuato FC                 | Meksyk | Ascenso MX | 13    | 0      |
| 2014/2015 | Tiburones Rojos de Veracruz | Meksyk | Liga MX    | 19    | 1      |
| 2015/2016 | Tiburones Rojos de Veracruz | Meksyk | Liga MX    |       |        |